# イビツァ・リマニッチ
イビツァ・リマニッチ（Ivica Rimanić、1956年12月3日 - ）は、クロアチア出身の元ハンドボール選手、指導者。現在はノルウェーとの二重国籍。

## 来歴
母国クロアチア・ユーゴスラビアでトップ選手として活躍後、ノルウェーのベテランリーグに移る。
引退後の1976年、母国で指導者に転じ、1996年から1997年までオーストリア女子代表、1997年から1999年までノルウェー男子代表、2002年から2005年まではノルウェー国内の女子チームNordstrandとサウジアラビア男子代表のヘッドコーチを歴任。Nordstrandでは2003-2004シーズンのリーグ優勝に導いた。
2006年、全日本男子監督に就任。全日本ではオーレ・オルソンに次いで2人目の外国人監督となる。
アジア大会6位・ジャパンカップ3度優勝の実績を残したが、北京オリンピックアジア予選で敗退し辞任。